# KBS 세계뉴스
《KBS 세계뉴스》(KBS WORLD NEWS)는 대한민국 KBS 2TV에서 월요일 ~ 토요일 심야 9시 45분에 방송되는 한국방송공사의 심야 국제뉴스 통역 프로그램이자 KBS 뉴스 930의 국제뉴스 코너이다.

## 기획 의도 / 개요
- 해외의 주요 국영 방송과 공영 방송의 뉴스 장면을 통역하는 형태로 전해주는 한국방송공사의 심야 국제뉴스 통역 프로그램으로, 같은 날 KBS 뉴스 12에서 재방송된다.
- 1990년 9월 17일부터 KBS 1TV 월요일 ~ 토요일 아침 6시 20분에 KBS 세계뉴스로 신설되어 40분간 아침 국제뉴스로 방송되었으며, 1991년 5월 20일부터 KBS 2TV로 채널을 이동, 월요일 ~ 토요일 밤 12시 5분으로 변경, 20분으로 단축, 심야 국제뉴스로 전환되었고, 1991년 7월 8일부터 KBS 1TV 월요일 ~ 토요일 아침 6시 편성이 추가되어 40분간 아침 국제뉴스로 방송되고 KBS 2TV 월요일 ~ 토요일 밤 12시 5분 편성은 밤 12시로 변경, 25분으로 연장되었으며, 1991년 10월 7일부터 KBS 2TV 평일 오후 5시 30분 편성이 추가되어 30분간 저녁 국제뉴스로 방송되고 KBS 2TV 월요일 ~ 토요일 밤 12시 편성은 평일로 축소되었다. 이후 1992년 4월 6일부터 편성이 KBS 2TV 평일 아침 6시로 축소되어 20분간 아침 국제뉴스로 방송되었고, 1992년 10월 5일부터 15분으로 단축되었으며, 1993년 4월 30일에 1차 종영되었다가 1994년 10월 10일부터 KBS 1TV 월요일 ~ 토요일 아침 6시 25분에 현재의 KBS 월드뉴스로 재신설되어 5분간 KBS 뉴스광장의 국제뉴스 코너로 방송되었고, 2001년 11월 5일부터 월요일 ~ 토요일 오전 9시 45분으로 변경, KBS 뉴스 930의 국제뉴스 코너로 편입되었다. 이후 2010년 5월 10일부터 편성이 평일로 축소되었고, 2023년 5월 23일부터 월요일 밤 11시 10분, 화요일 ~ 금요일 밤 11시 5분으로 변경, KBS 뉴스라인 W의 국제뉴스 코너로 편입되었으며, 2023년 11월 13일부터 다시 KBS 뉴스 930의 국제뉴스 코너로 환원되었다.

## 방송 시간
| 방송 채널 | 방송 기간                         | 방송 시간                                                            |
| --------- | --------------------------------- | -------------------------------------------------------------------- |
| KBS 1TV   | 1990년 9월 17일 ~ 1991년 5월 18일 | 월요일 ~ 토요일 아침 6시 20분 ~ 7시 (40분)                           |
| KBS 1TV   | 1991년 7월 8일 ~ 1992년 4월 4일   | 월요일 ~ 토요일 아침 6시 ~ 6시 40분 (40분)                           |
| KBS 1TV   | 1994년 10월 10일 ~ 1999년 5월 1일 | 월요일 ~ 토요일 아침 6시 25분 ~ 6시 30분 (5분)                       |
| KBS 2TV   | 1991년 5월 20일 ~ 1991년 7월 6일  | 월요일 ~ 토요일 밤 12시 5분 ~ 12시 25분 (20분)                       |
| KBS 2TV   | 1991년 7월 8일 ~ 1991년 10월 5일  | 월요일 ~ 토요일 밤 12시 ~ 12시 25분 (25분)                           |
| KBS 2TV   | 1991년 10월 7일 ~ 1992년 4월 3일  | 평일 오후 5시 30분 ~ 저녁 6시 (30분) 평일 밤 12시 ~ 12시 25분 (25분) |
| KBS 2TV   | 1992년 4월 6일 ~ 1992년 10월 2일  | 평일 아침 6시 ~ 6시 20분 (20분)                                      |
| KBS 2TV   | 1992년 10월 5일 ~ 1999년 4월 30일 | 평일 아침 6시 ~ 6시 15분 (15분)                                      |

## 해외 방송사와 프로그램 목록
1개 국당 1기사씩 총 4기사로 코너가 구성되어 있다. 2020년 현재 다음과 같은 방송사와 프로그램이 방송되고 있다.
- 미국 : CNN, ABC : ABC 월드 뉴스 (ABC World News)
- 영국 : BBC : BBC 월드 뉴스 (BBC World News)
- 프랑스 : F2, AFP통신 : 프랑스 2 20시 뉴스 (Le journal de 20h France 2, 저녁 8시 뉴스)
- 독일 : ZDF : ZDF 호이테 (ZDF Heute, 저녁 7시 뉴스)
- 중국 : CCTV : 신문 30분 (新聞30分, 낮 시간대 뉴스), 신문연파(新闻联播, 저녁 7시 뉴스), 중국신문 (中国新闻, 오후 시간대 뉴스)
- 일본 : NHK : NHK 뉴스 오하요 일본(NHKニュースおはよう日本, 아침 시간대 뉴스), NHK 뉴스 7(NHK ニュース 7, 저녁 7시 뉴스)
- 싱가포르 : CNA

## 타이틀 변천사
현재 타이틀은 1998년 7월 20일부터를 기준으로 한다.
| 기수 | 타이틀                       | 방송 기간                          |
| ---- | ---------------------------- | ---------------------------------- |
| 1기  | KBS 세계뉴스                 | 1990년 9월 17일 ~ 1993년 4월 30일  |
| 2기  | KBS 월드뉴스                 | 1994년 10월 10일 ~ 1995년 2월 18일 |
| 3기  | KBS 세계뉴스 KBS 월드뉴스    | 1995년 2월 20일 ~ 1997년 3월 1일   |
| 4기  | 세계의 이모저모 KBS 월드뉴스 | 1997년 3월 3일 ~ 1998년 2월 13일   |
| 5기  | KBS 월드뉴스                 | 1998년 2월 14일 ~ 1998년 7월 18일  |
| 6기  | KBS 세계뉴스 KBS 월드뉴스    | 1998년 7월 20일 ~ 1999년 4월 30일  |